# Betreibermodell
Der Begriff Betreibermodell wird sowohl in Bezug auf öffentliche Projekte der Infrastruktur als auch im privaten, meist internationalen Projektmanagement verwendet.

## Entstehung
Ihren Ursprung haben Betreibermodelle in der Infrastrukturpolitik. In diesem Zusammenhang wird oft die Bezeichnung Public Private Partnership verwendet. Das Betreibermodell wird auf Projekte angewendet, bei denen ein privates Unternehmen über eine Konzessionsvergabe nahezu vollständig die Erfüllung einer öffentlichen Aufgabe übertragen bekommt. Hierbei werden das Projektmanagement, die Planung, der Bau, die Finanzierung und insbesondere der Betrieb von einem privaten Konzessionsnehmer übernommen. Der Private wird also aktiv an der Ausführung der öffentlichen Aufgabe beteiligt. Dadurch, dass er als Betreiber in Erscheinung tritt, steht er direkt oder indirekt dem Nutzer oder dem Bürger gegenüber. Bekannte Beispiele sind der Brückenbau mit Refinanzierung durch Mauteinnahmen oder Aufgaben wie die Grundversorgung mit Strom, Trink- und Abwasser. Für den öffentlichen Auftraggeber stellt dies eine Finanzierungsform dar, in der die Erstellungskosten nicht als „Schulden“ ausgewiesen werden müssen. Im späteren Verlauf wird mit der (angeblichen) höheren Effizienz privatwirtschaftlicher Arbeitsorganisation argumentiert. Das Modell erlaubt es sodann, Gebühren für eine Leistung zu erheben, welche sonst aus Steuern finanziert erbracht wird.

## Interessen an Betreibermodellen
Im internationalen Management bezeichnen Betreibermodelle Projekte, in denen der eigentliche Produzent (OEM) Teile der oder die gesamte Produktion sowie Instandhaltung für eine limitierte Zeit auf einen Betreiber überträgt und danach als Kunde gegenüber der Betreibergesellschaft auftritt. Das Konzept hat Mitte der 1990er Einzug in industrielle Sektoren, besonders der Automobilindustrie gehalten. Einen der ersten konsequenten Anläufe machte wohl VW-Manager Ignacio López, als er im Werk Puebla in Mexiko einführte, dass die Lieferanten ihre Teile am Band selbst verbauen und die Zahlung dafür erst bei der Qualitätsfreigabe des gesamten Fahrzeuges fällig wird.
Bei der klassischen Form eines Betreibermodells wird die Investition für die Anlage durch die Betreibergesellschaft getätigt und taucht entsprechend auch in deren Bilanz und nicht in der des Kunden auf. Dieses Vorgehen ist bei Bilanzierung nach HGB noch relativ gut möglich, nach den Regeln des IAS oder US-GAAP aber an strengere Regeln gebunden.
Man spricht hierbei auch von Projektfinanzierung. Der Betreiber bekommt die getätigte Investition von seinem Kunden in der Regel anteilig pro produzierter Einheit bezahlt (siehe eine extreme Variante: PoP: Pay-on-Production). In den meisten Fällen stehen Betreibermodelle im Zusammenhang mit einem Anlagenneubau, wobei der Betreiber in der Regel der Anlagenbauer selbst oder eine zur Verringerung des Risikos als Ableger gegründete Betreibergesellschaft (SPC: Special Purpose Company) ist. Einige Betreibermodelle sind aber auch schon auf bereits bestehende Anlagen angewandt worden, so zum Beispiel in der Lackiererei von Seat in Spanien.
Ob öffentliches oder industrielles Betreibermodell, die Motive sind ähnlich: Auf der einen Seite stehen finanzielle Aspekte, auf der anderen Seite das Einbeziehen des Wissens eines Spezialisten, also eine Form des Outsourcings, und damit verbunden auch eine Verlagerung des unternehmerischen Risikos vom Kunden auf den Lieferanten, insbesondere bei einer stückbezogenen Bezahlung ohne garantierte Jahresstückzahl.

## Formen
Der englische Oberbegriff für Betreibermodelle ist BOT (Build Operate Transfer) und kennzeichnet die drei Phasen, aus denen ein Betreibermodell besteht: die Bauphase, die Konzessionsphase, in der die Betreibergesellschaft die Anlage betreibt, und den Transfer, mit dem die Anlage auf den Kunden übertragen wird. In der Praxis wird aber meist stattdessen eine neue Konzessionsphase ausgehandelt, da der Kunde gewöhnlich wenig Interesse daran hat, die Anlage nun selbst zu betreiben.
Besondere Formen sind
Rehabilitate Operate Transfer (ROT)
kein Anlagenneubau, sondern lediglich eine Renovierung,
Build Lease Operate Transfer (BLOT)
hier least der Betreiber die Anlage entweder vom Kunden oder einer Leasingfirma,
Build Operate Transfer (BOT)
hier wird die Anlage eigentumsrechtlich schon vor Ablauf der Konzessionsperiode auf den Kunden übertragen,
Build Own Operate Transfer (BOOT)
eigentlich wie BOT, nur gibt es hier keine Early-Buy-Out-Option, mit der der Kunde die Anlage vorzeitig auf sich übertragen könnte und
Build Own Operate (BOO)
bei der ein Transfer of Ownership auf den Kunden gar nicht vorgesehen ist.